# Andrés Steinfort Mulsow
Andrés Steinfort Mulsow   (Santiago de Xile, 1883 - Santiago de Xile, 19 de juliol de 1949) va ser un compositor, teòric de la música i pedagog xilè.

## Ressenya biogràfica
Va començar la seva formació musical de manera autodidacta. Va ingressar al Conservatori Nacional de Música el 1905 on va estudiar amb Enrique Soro i Luigi Stefano Giarda. Va ser ajudant de la càtedra de Teoria i posteriorment professor de la mateixa i d'Harmonia. Va ser professor de destacats compositors, entre ells el Premi Nacional Jorge Urrutia Blondel. Aquest últim el va succeir com a professor d'Harmonia el 1931. En esser pràcticament de la mateixa edat fou molt amic del també músic Pedro Humberto Allende Sarón.
Es va destacar com a teòric de la música. El 1911 va desenvolupar una proposta per reformar l'escriptura musical suprimint l'ús de les claus i així facilitar l'aprenentatge de la lectura de la notes en diferents altures. No obstant això, aquesta proposta no va tenir bona acollida i no va prosperar en el temps.
Va compondre prop de dues-centes obres per a piano, cor, quartet de cordes i orquesta. Algunes de les seves obres per a piano van ser publicades el 1918 per la Casa Editora de Música Apol·lo i el 1927 per l'Editorial Casa Amarilla. Algunes d'aquestes van ser interpretades entre 1922 i 1928 en el marc d'activitats lligades a el Conservatori Nacional, no aconseguint major projecció ni circulació posterior. De la resta de les seves obres no existeixen registres de les seves estrenes, per la qual cosa és probable que no hagin estat donades a el coneixement públic.
Va ser molt elogiat per les seves obres pedagògiques per a l'ensenyament de la lectura musical i l'harmonia, les quals van ser utilitzades com a textos oficials d'ensenyament en el Conservatori Nacional, així com en moltes institucions de formació musical a Xile fins i tot fins a l'actualitat. El seu tractat Harmonia (1925), un complet manual per a l'aprenentatge de l'harmonia tonal, és de gran valor per la seva estructura simple i detallada, convertint-se en una obra clàssica dins de la producció teòric musical a Xile.
Atès que les seves composicions no van aconseguir major reconeixement, el seu nom ha estat omès en els textos d'història de la música xilena. No obstant això, ha aconseguit sobreviure gràcies a la seva important llegat pedagògic que s'ha mantingut a través dels seus textos d'ensenyament.

## Obras pedagògiques
- ABC de la Música, Editorial Casa Amarilla, Santiago de Chile, 1922.
- ABC de la Música, Segunda Edición,Imprenta Bellavista, Santiago de Chile, 1927.
- Armonía, Editorial Casa Amarilla, Santiago de Chile, 1925.

## Obres per a piano
- Berceuse (1918)
- Matinal (1918)
- Sueño de Bebé (1918)
- Variaciones (1927)
- Chopin (1927)
- Elegía (1927)
- Largo (1927)
- Marcha fúnebre (1927)